# Communiqué commun du gouvernement du Japon et du gouvernement de la république populaire de Chine
Le communiqué commun du gouvernement du Japon et du gouvernement de la république populaire de Chine est signé à Pékin le 29 septembre 1972. Il consacre l'établissement de relations diplomatiques entre le Japon et la république populaire de Chine et entraîne la rupture des relations officielles entre le Japon et la république de Chine (Taipei/Taiwan).
Plus précisément, le traité met un terme aux « relations anormales entre le Japon et la Chine », reconnaît la république populaire de Chine comme « seul gouvernement de la Chine » et renonce à toute réclamation pour indemnité de guerre relative à la Seconde Guerre mondiale. Il maintient fermement sa position vis-à-vis de l'article 8 de la déclaration de Potsdam.
Ce communiqué fait suite aux entretiens qui eurent lieu au palais de l'Assemblée du peuple à Pékin du 27 au 29 juillet 1972 entre Zhou Enlai, premier ministre chinois, et Yoshikatsu Takeiri (en), président du parti Kōmeitō, puis en septembre entre Kakuei Tanaka, Premier ministre du Japon, et Zhou Enlai.

## Contexte
Au cours du mois de juillet 1972, Yoshikatsu Takeiri (en), président du parti Kōmeitō, est sondé par la Chine sur l'idée d’une visite à Pékin, vraisemblablement dans l'optique de négociations vers la normalisation des relations entre le Japon et la république populaire de Chine. Takeiri était déjà allé à Pékin en juin 1971, et avait eu l’occasion de rencontrer le premier ministre Zhou Enlai.
Dans le même temps, le nouveau Premier ministre japonais Kakuei Tanaka souhaitait le rétablissement des relations bilatérales avec la Chine, à deux conditions : ne pas sortir du pacte de sécurité avec les États-Unis, et ne pas mettre fin aux relations entre le Japon et Taïwan.